# Parg
Pargev Vardanian (Armeens: Պարգեւ Վարդանեան; Gavar, 7 juni 1996), beter bekend onder zijn artiestennaam Parg (Armeens: Պարգ), is een Armeense zanger.

## Biografie
In 2025 waagde hij zijn kans in Depi Evratesil, de Armeense preselectie voor het Eurovisiesongfestival. Met het nummer Survivor won hij, waardoor hij zijn vaderland mag vertegenwoordigen op het Eurovisiesongfestival 2025 in Bazel, Zwitserland.
Hij bereikte de 20ste plaats in de finale met 72 punten.
2006: André · 
2007: Hayko · 
2008: Sirusho · 
2009: Inga & Anush · 
2010: Eva Rivas · 
2011: Emmy · 
2013: Dorians · 
2014: Aram MP3 ·
2015: Genealogy ·
2016: Iveta Mukuchian ·
2017: Artsvik ·
2018: Sevak Chanagian · 
2019: Srbuk · 
2022: Rosa Linn · 
2023: Brunette · 
2024: Ladaniva · 
2025: Parg